# هویوتلا د ریس
هویوتلا د ریس (به اسپانیایی: Huejutla de Reyes) از شهرهای کشور مکزیک است که در ایالت ایالت هیدالگو قرار دارد و جمعیت آن طبق سرشماری سال ۲۰۱۰ میلادی هیدالگو ۱۲۵٬۸۰۶ نفر بوده است.